# Grażyna Pańko
Grażyna Pańko (ur. 1948 r. we Wrocławiu) – polska historyk, specjalizująca się w dydaktyce historii, historii szkolnictwa, historii XX wieku, stereotypach etnicznych oraz stosunkach polsko-czechosłowackich w okresie międzywojennym; nauczycielka akademicka związana z Uniwersytetem Wrocławskim.

## Życiorys
Urodziła się w 1948 roku we Wrocławiu, z którym związała całe swoje życie prywatne i zawodowe. Po ukończeniu szkoły podstawowej kontynuowała swoją edukację w I Liceum Ogólnokształcącym we Wrocławiu, które ukończyła w 1966 roku pomyślnie zdając egzamin maturalny w 1966 roku. Następnie podjęła studia na kierunku historia na Uniwersytecie Wrocławskim. Zakończyła je w 1971 roku zdobywając dyplom magistra na podstawie pracy pt. Anglia wobec rokoszu Zebrzydowskiego (1606–1609), napisanej pod kierunkiem prof. Władysława Czaplińskiego. W tym samym roku rozpoczęła pracę na swojej macierzystej uczelni. Po utworzeniu w 1972 roku Zakładu Dydaktyki Historii została w nim asystentką. W 1981 roku uzyskała stopień naukowy doktora nauk humanistycznych w zakresie historii na podstawie rozprawy pt. Szkolnictwo polskie w Czechosłowacji w okresie międzywojennym (1918–1938), której promotorem był prof. Karol Fiedor. 1 września 1986 roku objęła kierownictwo w Zakładzie Dydaktyki Historii. W 1997 roku Rada Wydziału Nauk Historycznych i Pedagogicznych Uniwersytetu Wrocławskiego nadała jej stopień naukowy doktora habilitowanego nauk humanistycznych w zakresie historii o specjalności historia najnowsza na podstawie pracy pt. Polska i Polacy w czeskiej opinii publicznej w okresie międzywojennym. W 2002 roku otrzymała stanowisko profesora nadzwyczajnego.

## Dorobek naukowy
Specjalnością naukową Grażyny Pańko jest historia Polski i powszechna XX wieku oraz metodyka nauczania historii. Jej zainteresowania naukowe koncentrują się wokół problematyki związanej z dydaktyką historii i historii wychowania, badań nad stereotypami etnicznymi i szeroko pojętą historią kultury, zwłaszcza w okresie międzywojennym oraz stosunkami polsko-czeskimi, zwłaszcza w XX wieku. Prowadziła prace nad bibliografią historii Śląska oraz bibliografią sztuki śląskiej. Do jej najważniejszych prac należą:
- Bibliografia historii Śląska za lata 1976–1980, Wrocław 1994; główny redaktor.
- Bibliografia historii Śląska za lata 1981–1985, Wrocław 1991; główny redaktor.
- Bibliografia historii Śląska za lata 1986–1987, Wrocław 1993; główny redaktor.
- Polska i Polacy w czeskiej opinii publicznej w okresie międzywojennym, Wrocław 1996.
- Bibliografia historii Śląska 1990–1991, Wrocław-Opava 2000; współautor.
- Korelacja - integracja wiedzy – szansa dla ucznia, Wrocław 2006.